# Айзенберг (Рейнланд-Пфальц)
Айзенберг (нім. Eisenberg) — місто в Німеччині, розташоване в землі Рейнланд-Пфальц. Входить до складу району Доннерсберг. Центр об'єднання громад Айзенберг.
Площа — 18,73 км2. Населення становить 9335 ос. (станом на 31 грудня 2020).

## Галерея

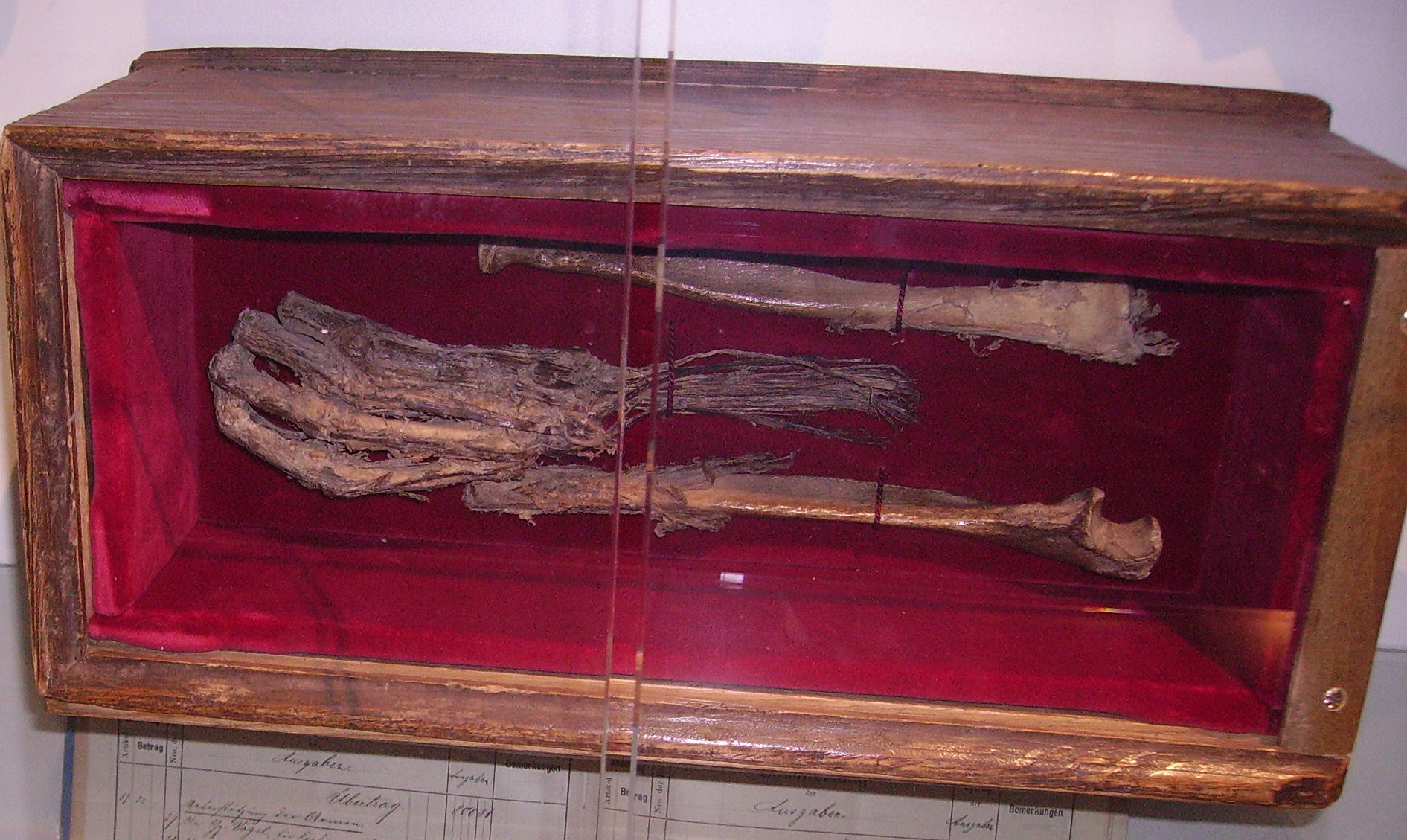
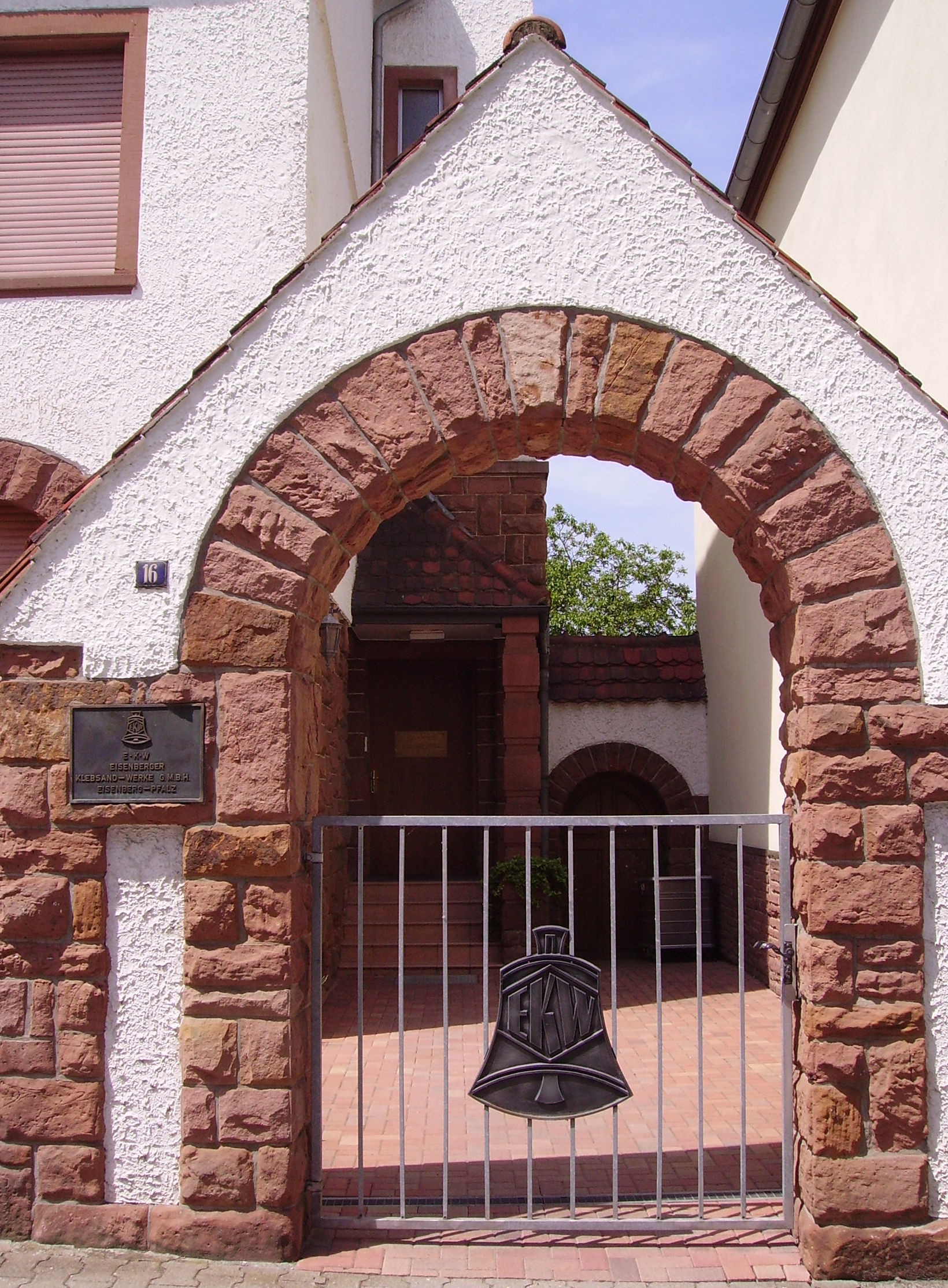
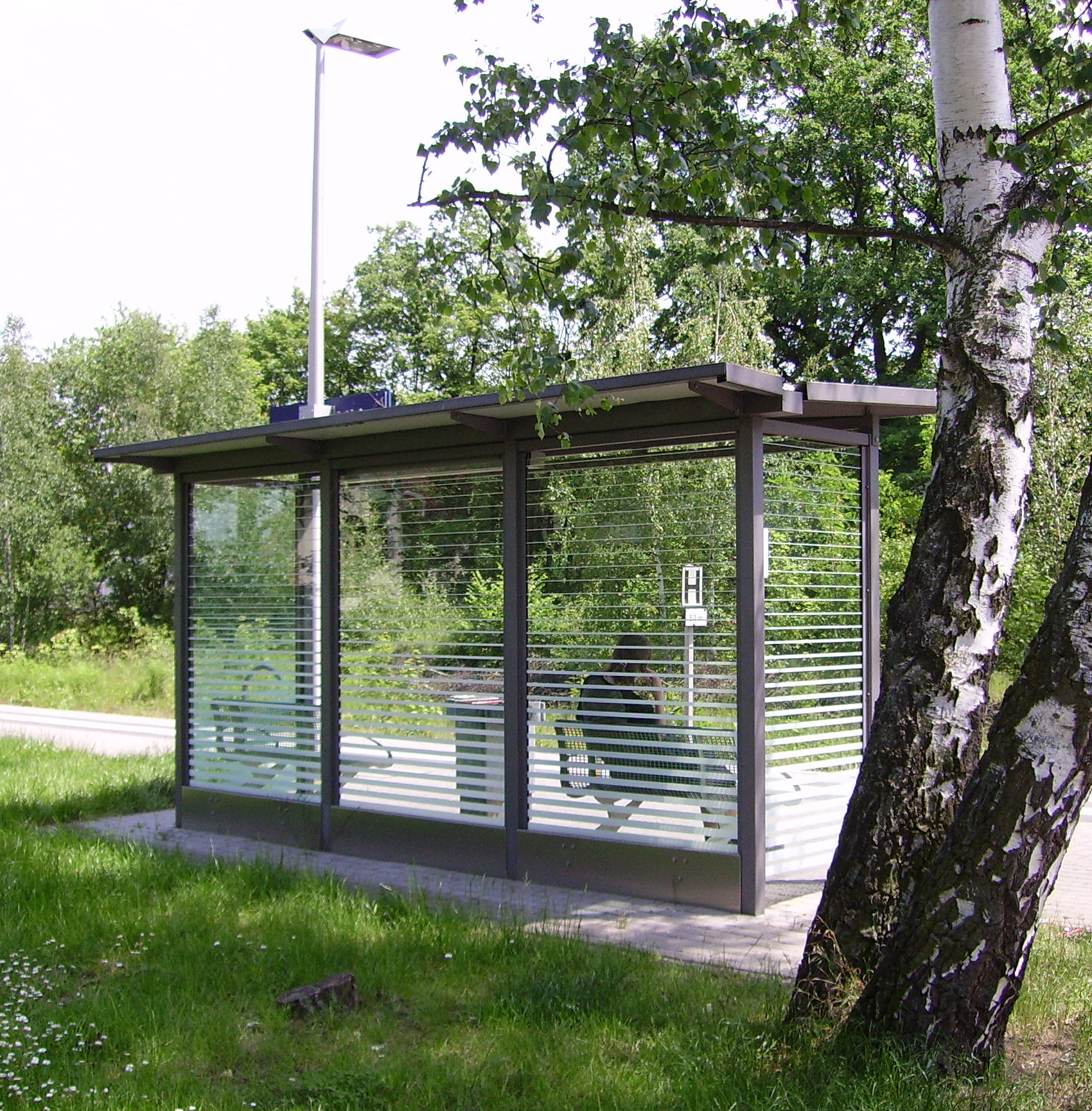